# Standing in the Dark
"Standing in the Dark" é o segundo single da banda inglesa de pop rock Lawson, lançado pelo álbum Chapman Square, primeiro álbum de estúdio de banda. O single foi lançado em 14 de outubro de 2014, pela Polydor Records, sendo o último single lançado antes do álbum.

## Vídeo musical
Um vídeo lírico foi lançado em 2 de setembro de 2012 no canal da banda no vevo. No vídeo lírico, a banda é mostrada escrevendo a letra da música em uma parede. No dia 14 de setembro de 2012, o vídeo foi tocado pela primeira vez na ChartShowTV, mas sua estréia no YouTube só aconteceria 9 dias depois, 23 de setembro do mesmo ano. Dois teasers e um behind the scenes foram lançados em 16, 18 e 20 de setembro de 2012, respectivamente.
O vídeo oficial foi lançado em 23 de setembro com direção de Nick Bartleet. Nele, o vocalista Andy está em seu apartamento sozinho, apenas com uma imagem de uma mulher no espelho, e a banda em uma espécie de garagem.

## Lista de músicas
| Download digital |                                          |         |  |
| N.º              | Título                                   | Duração |  |
| 1.               | "Standing in the Dark" (Radio mix)       | 3:23    |  |
| 2.               | "Die for You"                            | 3:23    |  |
| 3.               | "Getting Nowhere"                        | 4:39    |  |
| 4.               | "Standing in the Dark" (Versão acústica) | 2:44    |  |

| 7" vinil |                                                          |         |  |
| N.º      | Título                                                   | Duração |  |
| 1.       | "Standing in the Dark"                                   | 3:23    |  |
| 2.       | "Standing in the Dark" (Andi Durrant & Steve More Remix) | 3:42    |  |

## Desempenho nas tabelas musicais
| Tabela musical (2012)                      | Melhor posição |
| ------------------------------------------ | -------------- |
| Escócia (The Official Charts Company)      | 5              |
| Irlanda (Irish Recorded Music Association) | 50             |
| Reino Unido (UK Singles Chart)             | 6              |

## Histórico de lançamento
| País        | Data                  | Formato          | Gravadora       |
| ----------- | --------------------- | ---------------- | --------------- |
| Irlanda     | 12 de outubro de 2012 | Download digital | Polydor Records |
| Reino Unido | 14 de outubro de 2012 | Download digital | Polydor Records |